# Чемпионат мира по конькобежному спорту на отдельных дистанциях 2013
Чемпионат мира по конькобежному спорту на отдельных дистанциях прошёл с 21 по 24 марта 2013 года в Сочи. Впервые со времени учреждения чемпионатов по отдельным дистанциям в 1996 году прошёл на территории России.
Чемпионат стал тестовым соревнованием перед Олимпийскими играми 2014 года на Сочинском крытом конькобежном катке «Адлер-Арена».
Соревнования прошли на дистанциях 500, 1000, 1500, 5000 метров у мужчин и женщин, 3000 метров у женщин и 10000 у мужчин, а также командные забеги на 6 кругов у женщин и на 8 кругов у мужчин.

## Программа
| Дата     | Время | Мужчины                   | Женщины                   |
| -------- | ----- | ------------------------- | ------------------------- |
| 21 марта |       | 1500 м                    | 3000 м                    |
| 22 марта |       | 1000 м 5000 м             | 1500 м                    |
| 23 марта |       | 10 000 м                  | 1000 м 5000 м             |
| 24 марта |       | 500 м × 2 Командная гонка | 500 м × 2 Командная гонка |

## Медалисты

### Мужчины
| Дистанция       | Золото                                                | Золото   | Серебро                                                    | Серебро        | Бронза                                                      | Бронза         |
| --------------- | ----------------------------------------------------- | -------- | ---------------------------------------------------------- | -------------- | ----------------------------------------------------------- | -------------- |
| 500 м × 2       | Мо Тхэ Бом Республика Корея                           | 69.76    | Дзёдзи Като Япония                                         | 69.82 +0.06    | Ян Смекенс Нидерланды                                       | 69.86 +0.10    |
| 1000 м          | Денис Кузин Казахстан                                 | 1:09.14  | Мо Тхэ Бом Республика Корея                                | 1:09.24 +0.10  | Шани Дэвис США                                              | 1:09.30 +0.16  |
| 1500 м          | Дениc Юсков Россия                                    | 1:46.32  | Шани Дэвис США                                             | 1:46.83 +0.51  | Иван Скобрев Россия                                         | 1:46.97 +0.65  |
| 5000 м          | Свен Крамер Нидерланды                                | 6:14.41  | Йоррит Бергсма Нидерланды                                  | 6:17.94 +3.53  | Иван Скобрев Россия                                         | 6:18.31 +3.90  |
| 10000 м         | Йоррит Бергсма Нидерланды                             | 12:57.69 | Свен Крамер Нидерланды                                     | 12:59.71 +2.02 | Боб де Йонг Нидерланды                                      | 12:59.98 +2.57 |
| Командная гонка | Нидерланды · Ян Блокхёйсен · Свен Крамер · Кун Вервей | 3:42.03  | Республика Корея · Чу Хюн Чун · Ким Чхоль Мин · Ли Сын Хун | 3:44.60 +2.57  | Польша · Збигнев Брудка · Конрад Недзведзкий · Ян Шиманский | 3:45.22 +3.19  |

### Женщины
| Дистанция       | Золото                                                     | Золото  | Серебро                                                                 | Серебро       | Бронза                                                | Бронза        |
| --------------- | ---------------------------------------------------------- | ------- | ----------------------------------------------------------------------- | ------------- | ----------------------------------------------------- | ------------- |
| 500 м × 2       | Ли Сан Хва Республика Корея                                | 75.34   | Ван Бэйсин Китай                                                        | 76.04 +0.69   | Ольга Фаткулина Россия                                | 76.09 +0.74   |
| 1000 м          | Ольга Фаткулина · Россия                                   | 1:15.44 | Ирен Вюст · Нидерланды                                                  | 1:15.71 +0.27 | Бриттани Боу · США                                    | 1:15.87 +0.43 |
| 1500 м          | Ирен Вюст · Нидерланды                                     | 1:55.38 | Лотте ван Бек · Нидерланды                                              | 1:58.02 +2.64 | Кристин Несбитт · Канада                              | 1:58.07 +2.69 |
| 3000 м          | Ирен Вюст · Нидерланды                                     | 4:02.43 | Мартина Сабликова · Чехия                                               | 4:04.80 +2.37 | Клаудия Пехштайн · Германия                           | 4:07.75 +5.32 |
| 5000 м          | Мартина Сабликова · Чехия                                  | 6:54.31 | Ирен Вюст · Нидерланды                                                  | 7:02.96 +8.65 | Клаудия Пехштайн · Германия                           | 7:04.07 +9.76 |
| Командная гонка | Нидерланды · Маррит Ленстра · Ирен Вюст · Диане Валкенбюрг | 3:00.02 | Польша · Катажина Бахледа-Цурусь · Наталия Червонка · Луиза Злотковская | 3:04.91 +4.89 | Республика Корея · Ким Бо Рым · Но Сон Ён · Пак То Ён | 3:05.32 +5.30 |

### Медальный зачёт
| Место | Страна           | Золото | Серебро | Бронза | Всего |
| ----- | ---------------- | ------ | ------- | ------ | ----- |
| 1     | Нидерланды       | 6      | 5       | 2      | 13    |
| 2     | Республика Корея | 2      | 2       | 1      | 5     |
| 3     | Россия           | 2      | 0       | 3      | 5     |
| 4     | Чехия            | 1      | 1       | 0      | 2     |
| 5     | Казахстан        | 1      | 0       | 0      | 1     |
| 6     | США              | 0      | 1       | 2      | 3     |
| 7     | Польша           | 0      | 1       | 1      | 2     |
| 8     | Япония           | 0      | 1       | 0      | 1     |
| 8     | Китай            | 0      | 1       | 0      | 1     |
| 10    | Германия         | 0      | 0       | 2      | 2     |
| 11    | Канада           | 0      | 0       | 1      | 1     |
| Всего | Всего            | 12     | 12      | 12     | 36    |